# Haworthia reticulata var. attenuata
Haworthia reticulata var. attenuata és una varietat de Haworthia reticulata del gènere Haworthia de la subfamília de les asfodelòidies.

## Descripció
Haworthia reticulata var. attenuata és una petita suculenta que forma grups del grup reticulata. Es diferencia de la reticulata per tenir fulles més llargues i primes amb espines més robustes.

## Distribució
Aquesta varietat creix a la província sud-africana del Cap Occidental, concretament, creix al límit oriental de l'àrea de distribució reticulata, entre Bonnievale i Drew.

## Taxonomia
Haworthia reticulata var. attenuata va ser descrita per M.B.Bayer i publicat a Haworthia Revisited, 140, a l'any 1999.
Etimologia
Haworthia: nom en honor del botànic britànic Adrian Hardy Haworth (1767-1833).
reticulata: epítet llatí que significa "en forma de xarxa", "reticulada".
var. attenuata: epítet llatí que significa "deficient", "atenuada", "minsa".